# Véra de Bénardaky
Véra de Bénardaky, née vers 1839 à Taganrog et morte le 24 décembre 1919 à Paris, est une aristocrate et une salonnière d'origine russe.
Fille de Dimitri Benardaky — dont le nom a été francisé en de Bénardaky —, mariée en 1862 au baron de Talleyrand-Périgord (1821-1896), elle tient un salon parisien à la fin du XIXe siècle, en son hôtel de l'avenue Montaigne. Son époux et le frère puîné de celui-ci n'ayant pas eu de descendance mâle, elle est la dernière à porter le titre de baronne de Talleyrand-Périgord.

## Biographie

### Famille
Dimitri Bénardaky (ru) (1799-1870), issu d'une famille d'origine crétoise nommée Bernardakis (el), épouse en 1824, Anna Igorovna Kapourova (1807-1846). Industriel, fournisseur de l'armée impériale russe et fermier général, il a été anobli et nommé maître des cérémonies de la cour impériale russe. Il s'illustre aussi comme auteur dramatique. Il a eu comme enfants :

- Léonid de Bénardaky
- Nicolas de Bénardaky (1838-27 septembre 1909), conseiller d'État de Russie, officier de la Légion d'Honneur, se marie avec Esther Maria Pavlovna (de) Leybrock (1855-1913). Nicolas et Marie de Bénardaky tiennent salon dans leur hôtel à Paris au 65 de l'ancienne rue de Chaillot, où Tchaïkovsky se produit à plusieurs reprises. Ils ont trois enfants :
- Marie de Bénardaky (1874-1949), qui épouse en 1898 le prince Michel Radziwill (1870-1955), mariage annulé en 1915. Marie de Bénardaky fait partie de l'entourage de Marcel Proust dont elle est en 1887 une des compagnes de jeux et qu'il présente plus tard comme « l'ivresse et le désespoir de son enfance » ;
- Hélène, dite Nelly (1875- ), qui se marie avec Antoine vicomte de Contades ;
- Dimitri, engagé volontaire et tué dans les rangs de l'armée française durant la Première Guerre mondiale.

- Constantin de Bénardaky
- Catherine de Bénardaky
- Alexandra de Bénardaky ( -1912), qui épouse le comte Alexandre Abaza (1821-1895), ministre des finances de l'Empire russe
- Ludmila de Bénardaky
- Véra de Bénardaky (1842-1919) : née à Taganrog vers 1839, elle épouse le 11 juin 1862 le baron de Talleyrand-Périgord (1821-1896), diplomate, ambassadeur de France à Saint-Pétersbourg. Ils ont deux enfants :
- Marie Marguerite de Talleyrand-Périgord (22 janvier 1863- ?), qui épouse Marie Ferdinand François Adhémar comte de Brotty d'Antioche (9 novembre 1852, Berlin - 9 février 1890)
- une autre fille née en 1867

- Elisabeth qui épouse l'ambassadeur Armand Nisard (1841-1925), qui est en poste à l'ambassade de France près le Saint-Siège au moment de la séparation des Églises et de l'État en 1905, (ils demeurent à Paris au 7, avenue Franklin-D.-Roosevelt).

### Vie, œuvre et citations
La vie parisienne de Véra de Talleyrand-Périgord est d'abord celle d'une salonnière, comme nombre de femmes de son époque et de son milieu aristocratique et familial. Elle tient salon dans son hôtel du 3, avenue Montaigne. Le cousin de son époux, Boni de Castellane, en fait dans ses Mémoires, ce portrait : 
« Femme charmante et spirituelle, d'origine russe, [elle] avait dans le caractère des traits délicieusement orientaux, palliés par des habitudes françaises. [...] Ma tante, qui aimait la musique, chantait médiocrement. Très recherchée dans sa toilette, souvent parée d'énormes bijoux, elle s'habillait de façon voyante. Mais elle était bienveillante et charitable. »
André de Fouquières évoque l'atmosphère de son salon du 3 avenue Montaigne, en ces termes : 
« L'hôtel qui portait le no 3 était celui de la comtesse Véra de Talleyrand-Périgord. Quand je l'ai connue, Mme de Talleyrand donnait des dîners brillants où se retrouvait une élite composée d'aristocrates et de gens de lettres. La chère était délicate, car la maîtresse de maison était elle-même fort gourmande, péché mignon qui lui avait valu d'acquérir avec l'âge un embonpoint assez considérable. »
En 1912, les mémoires de Véra de Talleyrand-Périgord paraissent sous le titre Pensées nouvelles et souvenirs anciens, à Paris chez l'imprimeur éditeur L. Maretheux. On en cite parfois les trois passages suivants, témoins de l'esprit du temps et de l'auteur :
« Le seul capital qui ne coûte rien et qui rapporte beaucoup, c’est la flatterie. »
« On passe sa vie à dire adieu à ceux qui partent, jusqu'au jour où l'on dit adieu à ceux qui restent. »
« Pour constituer un salon, bien les asseoir, bien les nourrir et les laisser parler. »
Véra de Bénardaky meurt, veuve, en 1919 à Paris 7e.